# Vol American Airlines 383 (1965)
Cet article concerne l'accident de 1965. Pour celui de 2016, voir Vol American Airlines 383.
Le 8 novembre 1965, le Boeing 727 assurant le vol American Airlines 383, un vol intérieur régulier sans escale entre New York et Cincinnati, aux États-Unis, avec 57 passagers et cinq membres d'équipage à bord, s'est écrasé lors de l'approche finale, par mauvaise visibilité, vers l'aéroport international de Cincinnati-Northern Kentucky. Seuls trois passagers et un agent de bord ont survécu à l'accident.

## Avion
L'appareil impliqué était un Boeing 727-23 immatriculé N1996 (numéro de série 18901/153). Cet avion de ligne court/moyen-courrier, propulsé par trois moteurs Pratt & Whitney JT8D-7, a été livré à American Airlines cinq mois auparavant, le 29 juin 1965, et avait effectué un total de 938 heures de vol au moment de l'accident.

## Déroulement du vol
Le vol 383 a été retardé de 20 minutes à l'aéroport LaGuardia de New York. Le commandant de bord, Daniel Teelin, était alors dans le siège de droite en tant que pilote vérificateur pour le second commandant de bord, William O'Neill, qui effectuait sa qualification sur le 727. Le vol entre New York et Cincinnati s'est ensuite déroulé sans incident. À 18 h 45 heure normale de l'Est, l'équipage a contacté la compagnie aérienne, via la radio de la société ARINC, pour signaler une heure d'arrivée estimée à 19 h 5 à Cincinnati.
À 18 h 57, le vol 383 a été autorisé par le contrôleur d'approche pour une approche à vue sur la piste 18 de l'aéroport international de Cincinnati-Northern Kentucky (maintenant piste 18C) et a été informé de précipitations juste à l'ouest de l'aéroport. Le 727 a entamé son approche de l'aéroport par le sud-est et a viré vers le nord, au dessus de l'Ohio. Il a ensuite viré vers l'ouest après avoir traversé la rive nord de l'Ohio, avec l'intention de faire un dernier virage vers le sud-est, après avoir à nouveau survolé la rive sud de la rivière (qui coule du nord-ouest au sud-est). Après ce dernier virage, l'avion s'alignerait sur la piste 18 de l'aéroport pour effectuer l'approche finale.
À 18 h 58, le contrôleur d'approche a transféré le vol 383 sur la fréquence de la tour de contrôle de l'aéroport. Une minute plus tard, l'équipage a reçu l'autorisation du contrôleur de la tour d'atterrir sur la piste 18.

### Accident

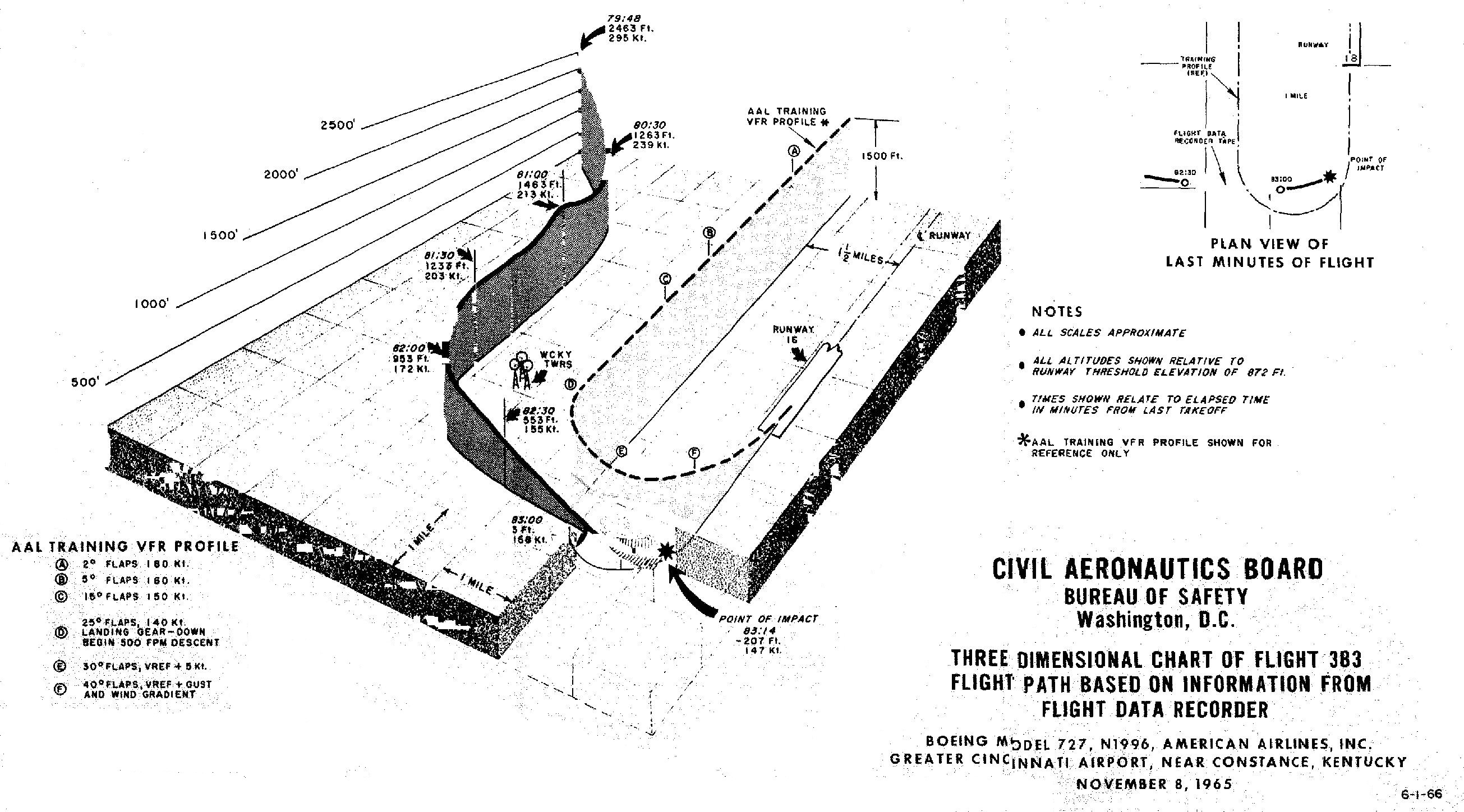
Représentation de la trajectoire de descente du vol 383.

Le vol 383 a traversé d'épais nuages et un cellule orageuse après avoir entamé l'approche vers l'aéroport, depuis le nord-ouest. Il est descendu plus rapidement qu'il n'aurait dû, avec un taux de descente de 2100 pieds/min (10 m/s), sans qu'aucun des pilotes dans le cockpit ne s'en aperçoive. L'aéroport est situé à une altitude de 853 pieds (260 m) et le 727 était descendu à 553 pieds (169 m) au-dessus de l'aéroport alors qu'il se trouvait encore à environ 8 km au nord-est de l'aéroport. Son altitude correcte aurait dû être juste en dessous de 1 000 pieds (300 m) à ce moment-là.
Il a continué sa descente dans la vallée de la rivière Ohio, tout en traversant la rivière pour revenir sur la rive sud. Lorsqu'il a fait son dernier virage vers le sud-est pour s'aligner avec la piste, il s'est écrasé sur les pentes boisées de la vallée, à 3 km au nord du seuil de la piste 18, à une altitude de 225 pieds (68 m) en dessous de l'altitude de l'aéroport. Il a ensuite explosé à l'impact et les restes de l'appareil ont été en grande partie détruits par le feu.
Sur les 62 personnes à bord de l'avion, seules quatre personnes - une hôtesse de l'air, Toni Ketchell, et trois passagers - ont survécu au crash. Parmi les survivants figurait notamment Israel Horowitz (en), un producteur de musique américain, ainsi qu'un commandant de bord d'American Airlines en congé, Elmer Weekly, qui a témoigné plus tard lors des différentes audiences sur l'accident.

## Enquête

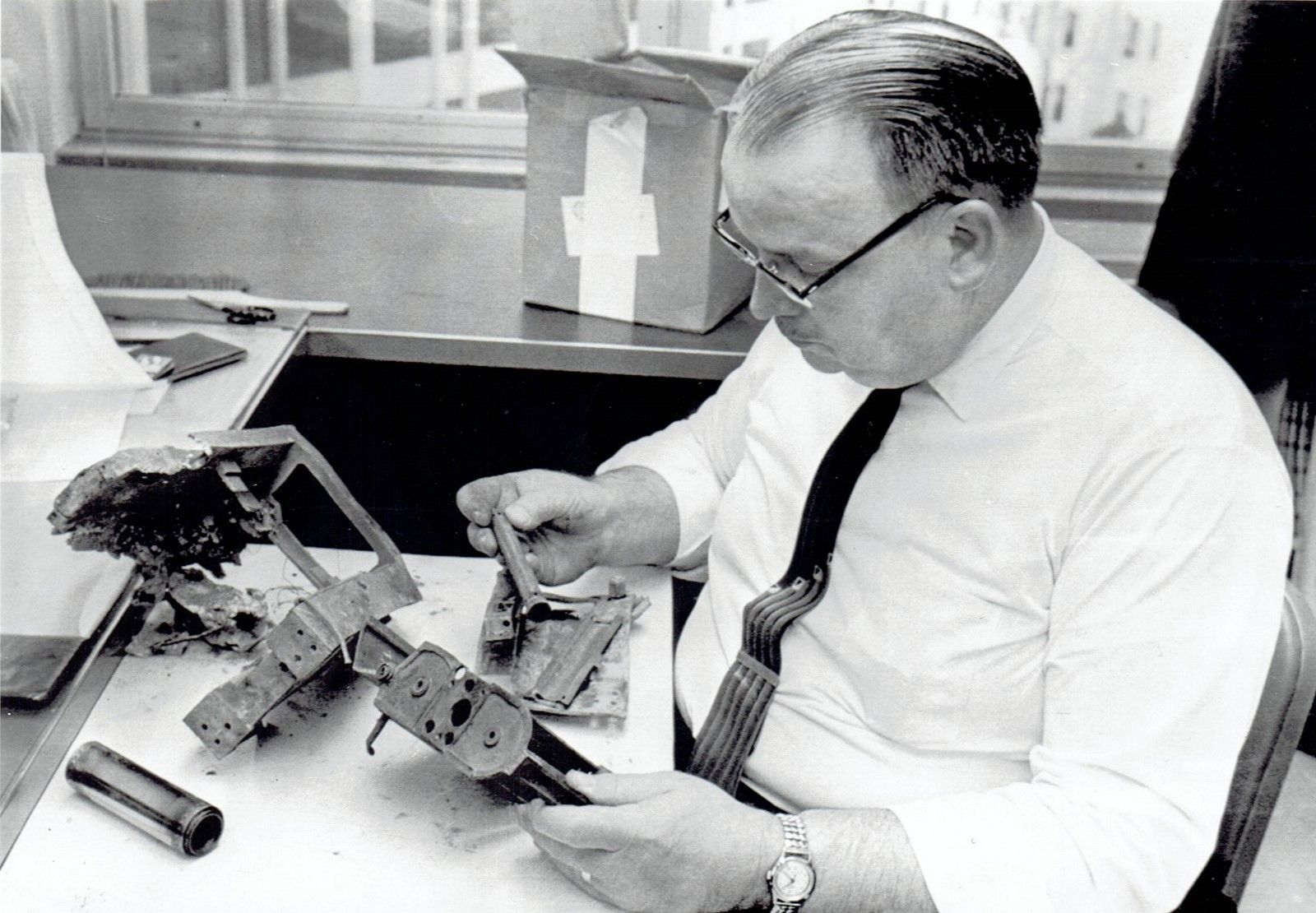
Un ingénieur du CAB examine l'enregistreur de paramètres du vol 383.

Le Civil Aeronautics Board (en) (CAB) a enquêté sur cet accident. Les enquêteurs ont conclu que l'avion fonctionnait normalement et était entièrement sous le contrôle des pilotes au moment de l'accident. L'avion n'était alors pas équipé d'un enregistreur phonique. Cependant, l'enregistreur de paramètres a montré que l'appareil est descendu de 500 pieds (150 m) au cours des 42 dernières secondes avant l'impact, ce qui correspond à un taux de descente normal pour la phase d'atterrissage.
Le CAB a déterminé que la cause probable de l'accident était l'incapacité des pilotes à surveiller correctement leur altitude pendant une approche à vue dans des conditions météorologiques qui se dégradaient rapidement. 
Il a ensuite été estimé que les facteurs suivants auraient pu contribuer à l'accident :
- Les lumières des maisons présentes dans la vallée de l'Ohio, situées à 400 pieds (120 m) sous l'altitude de l'aéroport, ont peut-être donné l'illusion au pilotes qu'il s'agissait des lumières de la piste 18.
- Il se peut que l'équipage ait pu se tromper quant à la véritable altitude de l'appareil en raison d'une mauvaise interprétation de l'altimètre, dit à tambour et aiguille, ou qu'il ait été occupé à contrôler l'avion dans des mauvaises conditions météorologiques et qu'il n'ait tout simplement pas remarqué les indications de l'altimètre.
- Le décollage tardif de New York et la détérioration des conditions météorologiques à Cincinnati ont peut-être mis l'équipage sous pression.
- L'équipage a choisi d'effectuer une approche à vue vers la piste 18, malgré la détérioration rapide des conditions météo sur l'aéroport.